# STDU Viewer
STDU Viewer est un lecteur universel de documents au format PDF, DjVu, TCR, PalmDoc, TIFF, TXT, BMP, GIF, JPG, JPEG, PNG, PSD, EMF/WMF, PCX/DCX de fichiers CBR ou CBZ (Comic Book Archive), FB2 et XPS. Il fonctionne sous Microsoft Windows. C'est un logiciel gratuit pour utilisation non-commerciale.

## Fonctionnalités
STDU Viewer a une interface utilisateur graphique, il utilise la navigation par onglets,. Le programme permet d'afficher les vignettes des pages,, créer des bookmarks,, ajuster des couleurs et régler les paramètres du texte. Il effectue une recherche avancée dans le texte et les résultats de la requête sont affichés sous forme d'une liste.
L'option Rotation de 90 degrés peut être utilisée pour faire pivoter la page si on affiche les informations en mode portrait,. Il propose d'exporter les documents ouverts en mode image ou texte.
La taille du fichier d'installation est de 1,7 Mo, le programme installé est de 2,5 Mo (par exemple, le fichier d'installation d'Adobe Reader 9.1 pèse 26,1 Mo, Adobe Reader occupe environ 335 Mo d'espace disque sur l'ordinateur.
Il existe une version portable.

## Historique des versions
La première version de STDU Viewer était la version 1.0.60 sortie le 13 septembre 2007. Le programme pouvait lire seulement les fichiers PDF (y compris les liens hypertexte), DjVu et TIFF.
Les caractères Unicode ont été pris en charge à partir de la version 1.0.76. La fonction Impression de documents est disponible dans la version 1.4.7. La version 1.5.597 du programme est fournie sous forme d'une application portable.

## Réception critique
Le programme a été apprécié par la liste des formats pris en charge et il peut être considéré comme une alternative efficace au lecteur Adobe,.
STDU Viewer fait partie des 50 meilleurs logiciels gratuits de l'année 2009 et des meilleurs logiciels etudiants selon Clubic.
Le programme ne reconnaît pas les fichiers d'aide CHM, LIT, DOC et HTML. Un grand fichier temporaire est créé lors de l'impression des fichiers PDF ce qui cause une impression lente.